# Фикшинці
Фикшинці (словен. Fikšinci) — поселення в общині Рогашовці, Помурський регіон, Словенія. Висота над рівнем моря: 331,5 м.